# Achatocarpus balansae
Achatocarpus balansae, jedna od devet biljnih vrsta roda Achatocarpus, porodica Achatocarpaceae. Raste kao nanofanerofit ili fanerofit (biljke iznad 3 metra visine) u Paragvaju i argentinskoj provinciji Misiones.